# Orchestra della Toscana

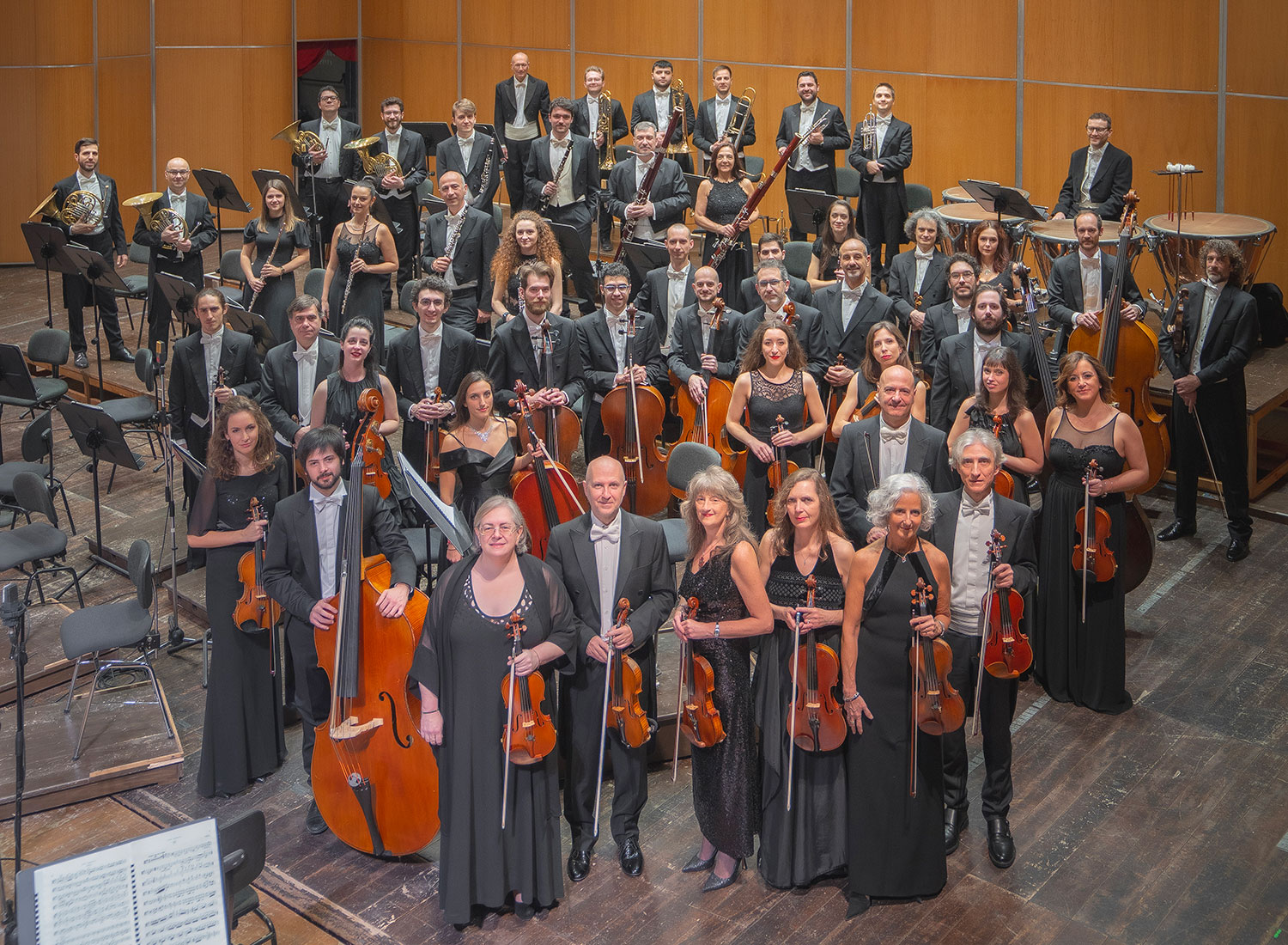
L'Orchestra della Toscana - gennaio 2024

L'Orchestra della Toscana, conosciuta anche come ORT, è un'orchestra fiorentina con sede al Teatro Verdi di Firenze.

## Storia
È stata fondata nel 1980 per iniziativa della Regione, della Provincia e del Comune di Firenze. Nel 1983 è stata riconosciuta come Istituzione Concertistica Orchestrale da parte del Ministero del turismo e dello spettacolo, sotto la direzione artistica di Luciano Berio.
È composta da 45 musicisti. Le prove e i concerti dell'orchestra si svolgono al Teatro Verdi, e successivamente i concerti vengono replicati su tutto il territorio regionale. L'orchestra vanta comunque un buon numero di apparizioni sia nel resto d'Italia che all'estero (da Madrid fino anche alla Carnegie Hall di New York).
L'attuale direttore artistico è Daniele Spini. Da marzo 2023 il direttore principale è Diego Ceretta.